# ウェディングプランナー
ウェディングプランナーとは、結婚式のプランニングをし新郎新婦のアドバイザー的な役割りも担う職業。ブライダルコーディネーターやウェディングプロデューサーともいう。挙式から披露宴、料理、花、写真、衣装、ヘアメイク、引出物等の提案・手配から金銭的な調整、当日のアテンドまで、結婚式をトータルでプロデュースする仕事である。

## ウェディングプランナーを扱った作品
- 小説
  - 本日は大安なり（2009年 - 2010年）
  - Bの戦場（2016年 - 2019年）
- 映画
  - ウェディング・プランナー（2001年）
  - Bの戦場（2019年）
- テレビドラマ
  - ブライダルコーディネーターの事件簿（TBSテレビ・1994年）
  - ウエディングプランナー SWEETデリバリー（フジテレビ・2002年）
  - 結婚式へ行こう!（TBSテレビ・2006年 - 2007年）
  - ことぶきウォーズ（TBSテレビ・2004年）
  - 結婚に一番近くて遠い女（日本テレビ・2015年）
- 漫画
  - 林檎と蜂蜜（宮川匡代・1998年 - 2011年）
  - SWEETデリバリー（鴨居まさね・1996年 - 2002年）
  - プラチナ（かわすみひろし・2006年 - 2007年）